# Anthony Mansard
Anthony Mansard (Quincy-sous-Sénart, 5 de diciembre de 2006) es un deportista francés que compite en gimnasia artística. Ganó una medalla de bronce en el Campeonato Europeo de Gimnasia Artística de 2025, en la prueba de barra fija.

## Palmarés internacional
| Campeonato Europeo | Campeonato Europeo | Campeonato Europeo | Campeonato Europeo |
| Año                | Lugar              | Medalla            | Prueba             |
| ------------------ | ------------------ | ------------------ | ------------------ |
| 2025               | Leipzig (Alemania) | Medalla de bronce  | Barra fija         |